# Coclea (anatomia)
La coclea  è una componente dell'orecchio interno e fa parte dell'organo dell'udito. La sua forma ricorda il guscio di una chiocciola (da cui anche il significato latino del termine), con un canale spirale avvolto intorno ad un nucleo di forma conica. La coclea di destra presenta un avvolgimento in senso antiorario, mentre quella di sinistra in senso orario.
Si divide in tre scale, o rampe: scala vestibolare, scala media (che prevede il condotto cocleare) e la scala timpanica, divise da membrane. La scala vestibolare e la timpanica sono messe in comunicazione dall'elicotrema e sono piene di perilinfa con l'unica funzione di trasmettere le vibrazioni che provengono dalla catena degli ossicini alla scala media nella quale è posto l'organo del Corti, il vero organo neuro-sensoriale uditivo, responsabile della trasduzione dell'impulso cinetico in elettro-chimico.

## Disposizione e rapporti

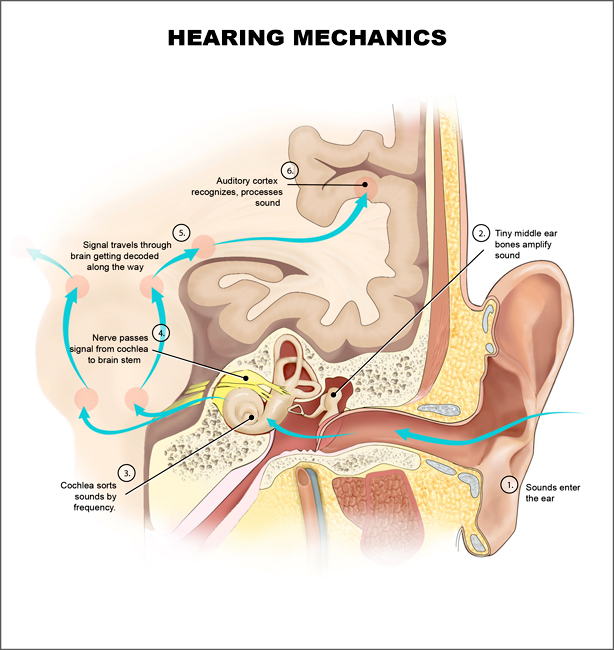
Schema generale dell'organo dell'udito di cui la coclea fa parte e ricopre il ruolo principale contenendo l'Organo di Corti ed essendo in rapporto con le finestre ovale e rotonda che trasmettono le vibrazioni trasportate dalla catena degli ossicini dal timpano

La coclea forma il fondo del meato acustico interno medialmente, mentre lateralmente è in rapporto con il cavo del timpano. 

### Il dotto di Hensen
Il dotto cocleare, ovvero la parte iniziale della coclea stessa, è collegata al sacculo mediante il dotto di Hensen (o ductus reuniens), un esile canale.

## Vascolarizzazione ed innervazione
La coclea presenta una ricca vascolarizzazione sanguigna e una ricca innervazione, ma non prevede un drenaggio linfatico.

### Arterie
La coclea è irrorata dall'arteria cocleare, ramo dell'arteria uditiva interna, che si divide in una ventina di piccoli rami che si impegnano nei forellini del tractus spirali foraminosus entrando nel modiolo e seguendo il decorso delle fibre del nervo cocleare. Ognuno di questi rami si divide poi in ulteriori tre rami:
- anteriori: che circondano la scala vestibolare per portarsi al legamento spirale e irrorare la stria vascolare creando anastomosi con la rete venosa della scala timpanica;
- medi: irrorano la lamina spirale e il lembo spirale;
- posteriori: si portano al ganglio spirale per vascolarizzarlo.

### Vene
Le pareti ossee della coclea e della lamina spirale sono drenate da vene che confluiscono nelle vene della lamina spirale le quali, una volta uscite dal modiolo confluiscono formano la vena uditiva interna che attraversato il meato acustico interno sbocca nel seno petroso superiore o nel seno trasverso.
I capillari della parte membranosa si riuniscono in due vene principali, le vene spirali anteriore e posteriore, che decorrono nelle pareti mediali della scala vestibolare e timpanica rispettivamente. La confluenza di queste due vene con altre provenienti dall'utricolo e dal sacculo formano la vena dell'acquedotto della chiocciola che decorre nel canale dell'acquedotto per terminare nella vena giugulare interna.

### Nervi
La coclea è innervata dal nervo cocleare, ramo del nervo vestibolococleare, che, dopo aver attraversato le fossette nel fondo del meato acustico interno, percorre i canalicoli nel modiolo della coclea e raggiunge il ganglio spirale o di Corti.
In tale ganglio sono contenuti i protoneuroni bipolari le cui fibre periferiche percorrono i canalicoli presenti nella lamina spirale ossea e terminano nell'Organo del Corti, a livello delle cellule acustiche. I prolungamenti centrali, invece, raggiungono i nuclei cocleari.
Dal nervo cocleare, dentro il meato acustico, si stacca un ramo vestibolare provvisto di un suo ganglio, il ganglio di Boettcher, che innerva la porzione di condotto cocleare posta nella cavità del vestibolo.

## Struttura

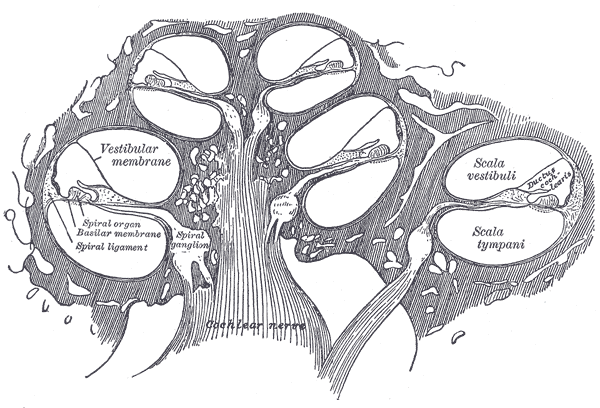
Sezione della coclea che evidenzia le scale spiralizzate

Come tutte le componenti dell'orecchio interno, la coclea presenta una componente ossea, parte del labirinto osseo e una membranosa, parte del labirinto membranoso.

### Parte ossea

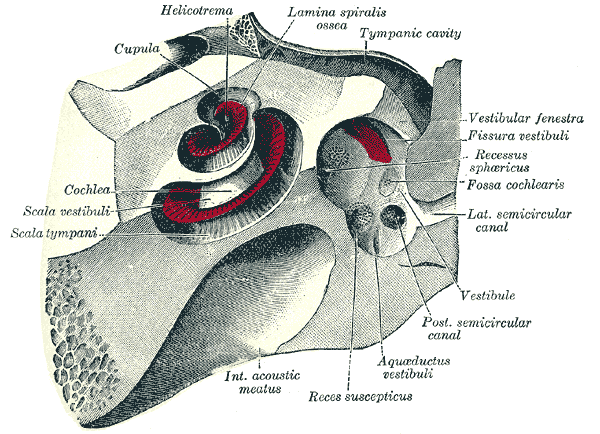
Sezione dell'osso temporale con evidente la struttura spiralizzata del labirinto osseo

La coclea è formata da un canale osseo avvolto a spirale intorno ad un nucleo di forma conica ad apice tronca, il modiolo o columella di Brechet, con la base rivolta verso il meato acustico interno. Intorno a tale nucleo il canale compie nel complesso due giri e tre quarti attraverso tre spire: un giro basale, un giro medio e un giro apicale incompleto (più o meno metà circonferenza).
Il canale è parzialmente suddiviso dalla lamina spirale ossea, una lamina che sale con decorso spirale intorno al modiolo sul cui apice termina con un rilievo, l'hamulus o rostro.
Tali cavità ossee sono rivesite da uno strato di periostio che dà luogo a due ispessimenti: il legamento spirale e il lembo spirale.

#### Fori e canali
All'interno di tale lamina è presente un canale, canale spirale del modiolo dove è situato il ganglio del nervo cocleare che appare come un lungo cordoncino con decorso a spirale ed è chiamato anche ganglio spirale di Corti.
Le fibre del nervo cocleare entrano all'interno del modiolo grazie ad una serie di piccoli orifizi che fanno seguito a piccoli canali longitudinali che si aprono nel canale spirale del modiolo. Dai canali spirali le fibre nervose attraversano la lamina fino al suo margine libero e, attraverso i foramina nervina si aprono nel solco spirale interno.

#### Scala timpanica e vestibolare
La suddivisione parziale del canale spirale da parte della lamina spirale viene completata dalla membrana basilare che si estende dal margine libero della lamina alla superficie interna del canale. Il canale risulta quindi diviso in due scale, una anteriore e una posteriore, di cui la prima comunica con il vestibolo e viene chiamata scala vestibolare e la seconda con il cavo del timpano e viene detta scala timpanica e non presenta nessun collegamento con il vestibolo nel vivente. La scala vestibolare si apre nella parete anteriore del vestibolo, mentre quella timpanica nella cavità sottovestibolare. Le due scale presentano ampiezza diversa: nel giro basale predomina quella timpanica, mentre nel medio e apicale la vestibolare. Procedendo verso l'apice, la lamina spirale si accorcia progressivamente lasciando posto ad un ampliamento della membrana basilare. All'interno della scala vestibolare è accolto il condotto cocleare che è separato dal resto della scala tramite la membrana vestibolare o di Reissner.
Le due scale comunicano attraverso un foro, l'elicotrema, presente all'apice della coclea dove la lamina spirale e la membrana basilare terminano lasciando una comunicazione.

#### Legamento spirale
A livello del canale spirale è presente un ispessimento dell'endostio: il legamento spirale. Tale legamento, ricoprendo internamente il labirinto cocleare osseo, riveste esternamente la coclea membranosa e presenta uno spessore massimo nella parete del canale spirale dove si inserisce la membrana basilare. A tale livello presenta tre rilievi: una cresta di inserzione per la membrana basilare, una cresta di inserzione per la membrana vestibolare e la prominenza spirale fra le due.
Tra la cresta per la membrana basilare e la prominenza spirale è presente una depressione, il solco spirale esterno; mentre fra la prominenza e la cresta per la membrana vestibolare si trova un altro incavo, la stria vascolare, una zona molto vascolarizzata.

#### Lembo spirale
A livello del margine libero della lamina spirale l'ispessimento prende il nome di lembo spirale e sporge all'interno del condotto cocleare. Sulla superficie superiore sono visibili dei solchi che danno luogo a numerose sporgenze, i denti acustici. Lateralmente ai denti è presente una doccia profonda, il solco spirale interno che presenta due labbri: uno superiore o vestibolare e uno inferiore o timpanico. Mentre il labbro timpanico continua con la membrana basilare, il labbro vestibolare presente il primo ordine dei denti acustici e continua con la membrana tectoria, una formazione laminare che si orienta verso l'Organo di Corti.

### Parte membranosa

Parte membranosa del labirinto: la coclea è la parte spiralizzata a destra

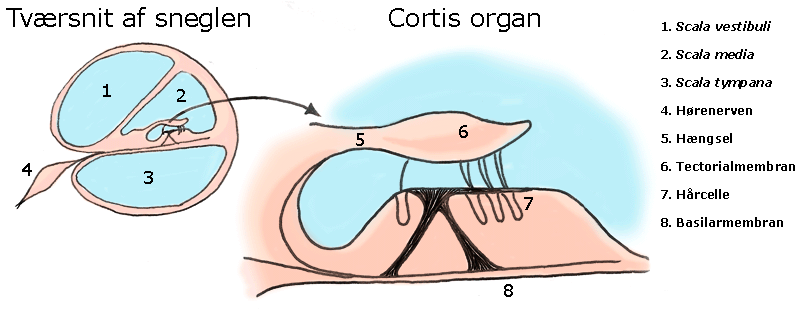
Posizione dell'organo di Corti e struttura generica

La parte membranosa della coclea è in larga parte formata dal condotto cocleare, un canale di forma prismatica triangolare contenuto nella scala vestibolare e da questa separata tramite la membrana vestibolare o di Reissner che si porta dal margine libero della lamina spirale alla parete anteriore del canale spirale con andamento obliquo (forma un angolo di 45° con il legamento spirale).

#### Organo di Corti

Sezione dell'organo di Corti

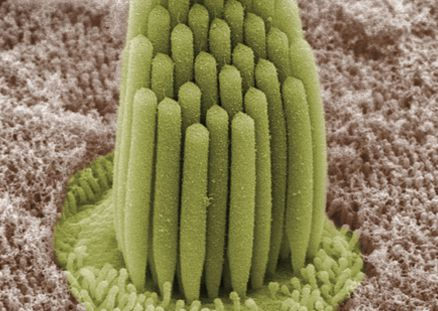
Stereociglia delle cellule acustiche

All'interno del condotto cocleare, adagiato sul lembo spirale e la membrana basilare è presente la struttura principale della funzione cocleare, l'Organo di Corti. Quest'organo è formato da un insieme di cellule di sostegno (pilastri, cellule di Deiters, Hensen e Claudius), e sensitive (cellule acustiche esterne ed interne) che costituiscono la membrana reticolare, una struttura rigida in cui sono incasellate le parti apicali delle cellule sensitive che presentano i fascetti di stereociglia. I vari movimenti della membrana reticolare e la sovrastante membrana tectoria permettono la deflessione delle ciglia e la creazione di impulsi nervosi.

### Acquedotto della chiocciola
L'acquedotto della chiocciola è un canale osseo che permette la comunicazione fra spazio perilinfatico cocleare e spazio subaracnoideo della fossa cerebellare. Il canale si immette nella scala timpanica dopo essere originato dalla fossetta piramidale nella faccia inferiore della rocca petrosa dell'osso temporale. La presenza della fossetta piramidale permette che la comunicazione fra cavità endocranica e scala timpanica non sia diretta impedendo quindi ai liquidi meningei di arrivare all'orecchio.

### Liquidi cocleari

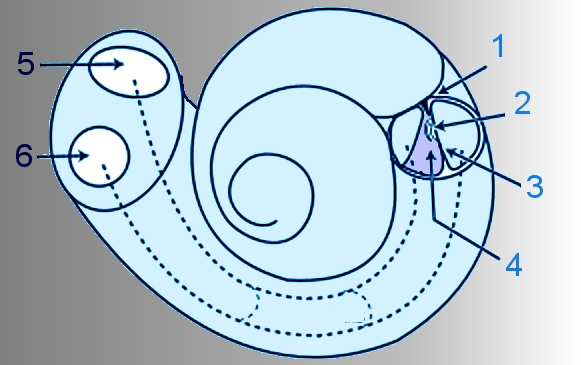
Organizzazione della chiocciola: 1) Nervo cocleare 2) Organo di Corti 3) Membrana basilare 4) Condotto cocleare 5) Finestra ovale con accesso alla scala vestibolare 6) Finestra rotonda con accesso alla scala timpanica

All'interno della coclea sono contenuti tre tipi di fluidi importantissimi dal punto di vista funzionale: l'endolinfa accolta nel condotto cocleare, la cortilinfa compresa nella galleria spirale e la perilinfa delle scale vestibolare e timpanica.
Endolinfa e perilinfa non sono presenti solo nella chiocciola, ma in tutto il labirinto membranoso.

#### Endolinfa
L'endolinfa è contenuta all'interno del labirinto membranoso ed è prodotta dalla cellule marginali della stria vascolare nel condotto cocleare e dalle cellule scure del vestibolo. Condotto cocleare e il sacculo del vestibolo comunicano grazie al canale reuniente e il riassorbimento di tale liquido è deputato all'epitelio specializzato del sacco endolinfatico.
Composizione in mM
- ioni K+: 150
- ioni Cl-: 130
- ioni Na+: 2
- ioni Ca2+: 20

#### Perilinfa
La perilinfa è contenuta nello spazio compreso fra labirinto membranoso e labirinto osseo. La perilinfa della scala vestibolare deriva dal plasma sanguigno che attraversa l'endotelio dei vasi sanguigni cocleari e coincide quindi ad un ultrafiltrato sanguigno privo di proteine. La perilinfa della scala timpanica, vista la comunicazione attraverso l'acquedotto della chiocciola con lo spazio subaracnoideo, contiene liquor. Per via di queste due diverse origini, la concentrazione di potassio, glucosio, amminoacidi e proteine è maggiore nella scala vestibolare.
Composizione in mM: 
- ioni K+: 5
- ioni Cl-: 120
- ioni Na+: 150
- ioni Ca2+: 1,5

#### Cortilinfa
Un ulteriore tipo di endolinfa è rappresentato dalla cortilinfa presente nella galleria di Corti, nel solco spirale interno e nello spazio di Nuel dell'organo di Corti. Questo liquido risulta più simile alla perilinfa per via della maggiore quantità di ioni sodio presenti. Questa diversità è dovuta alle fibre cocleari immerse in tale liquido che hanno bisogno di alte concentrazioni di ioni sodio per depolarizzare. È compito della membrana reticolare di tenere separati questi due liquidi.

## Derivazione embriologica
La coclea si sviluppa a partire dal placode acustico, un ispessimento circolare ectodermico vicino alla vescicola rombencefalica che si forma verso la III settimana. Già nella IV settimana, l'approfondimento del placode nel mesenchima dà vita ad una vescicola l'otocisti che diventa presto indipendente dall'ectoderma superficiale. Nel tempo l'otocisti va incontro ad un allungamento e alla divisione tramite una piega che approfondendosi separa la parte superiore o utricolare dall'inferiore o sacculare.
Dalla parte sacculare origina il sacculo da cui si forma anche il diverticolo che poi svilupperà nel condotto cocleare. Tale condotto è inizialmente curvato, ma lo sviluppo prominente della parete esterna rispetto a quella interna ne determinano l'avvolgimento a spirale che completa i suoi due giri e tre quarti al 70º giorno. Il rapporto fra sacculo e dotto cocleare diminuisce fino a rimanere nel canale reuniente in seguito alla completa divisione dei utricolo e sacculo.
La membrana di Reissner e la stria vascolare si formano dalle facce dorsale ed esterna del condotto cocleare e tale sviluppo parte dalla base per portarsi verso l'apice.

### Sviluppo dei recettori
Tutti i recettori si sviluppano dall'epitelio otocistico che entra in rapporto con i prolungamenti periferici del ganglio vestibolococleare dal quale derivano poi i gangli vestibolare e cocleare separati.
I recettori acustici si formano grazie all'intervento delle fibre periferiche del ganglio spirale che entrando in rapporto con l'epitelio provoca la formazione di due rilievi separati dal solco spirale quello mediale darà origine al lembro spirale e alla membrana tectoria, mentre quello laterale all'Organo di Corti (con tutti i tipi di cellule che ne derivano).
Al VI mese l'Organo di Corti è presente in tutti i giri del condotto.

## Funzione

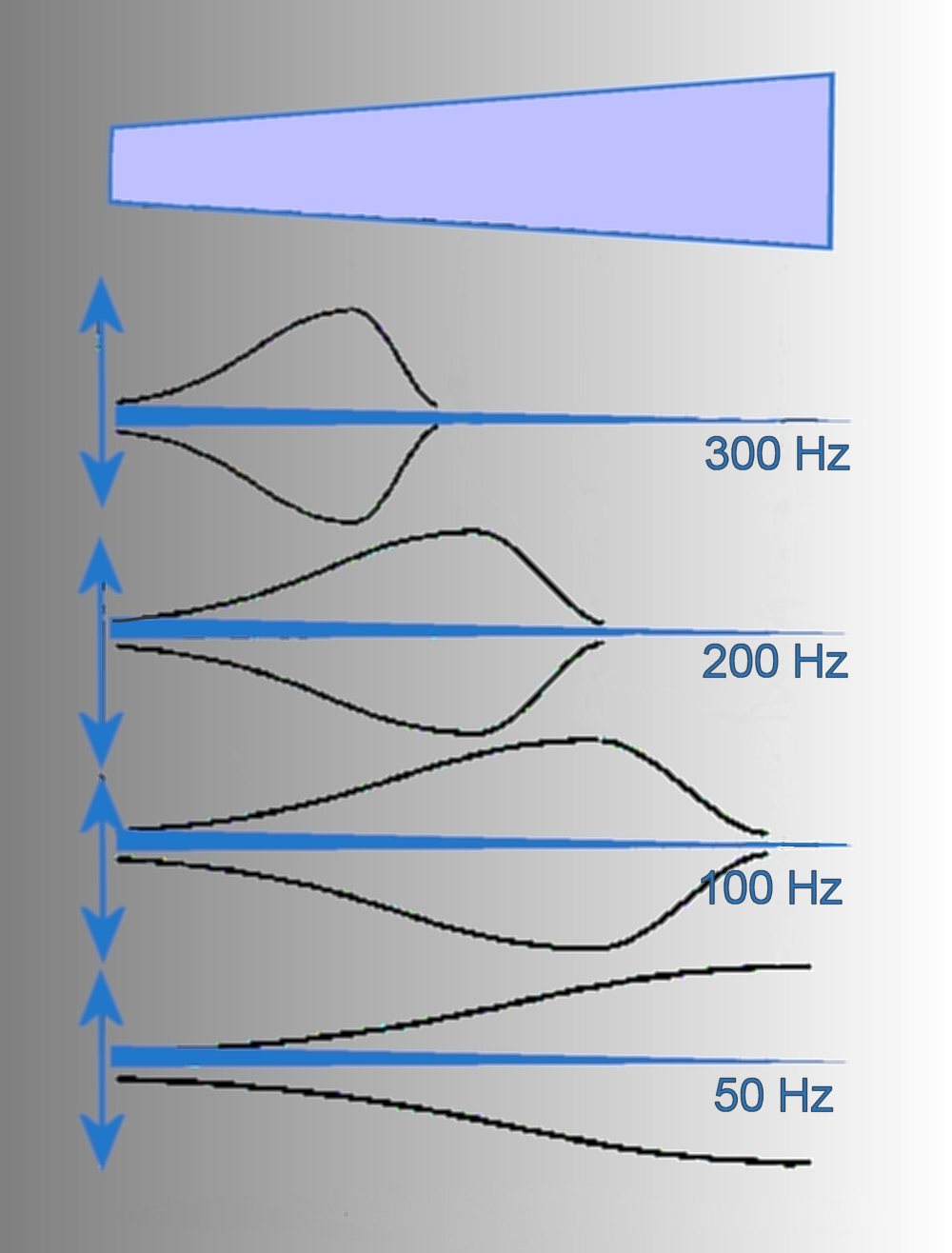
Movimenti della membrana basilare in seguito a suoni di diverse frequenze

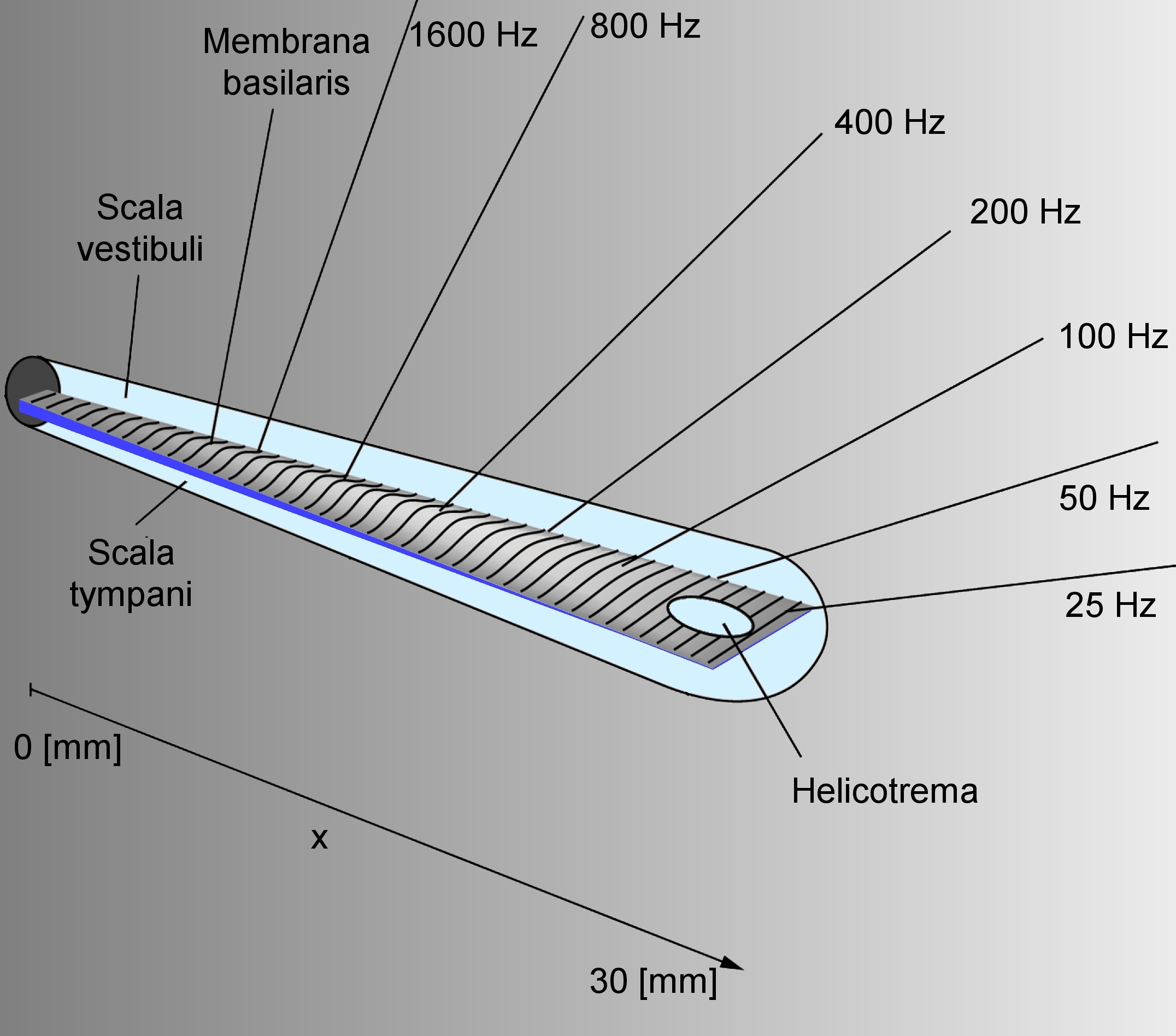
Membrana basilare srotolata con in evidenza le varie regioni specifiche per le diverse frequenze

Cambiamento della conformazione dei canali ionici durante la deflessione delle ciglia

La funzione della coclea è duplice: trasmettere le vibrazioni generate dalle onde sonore all'Organo del Corti deputato alla ricezione sonora e captare i suoni proprio grazie a quest'organo terminando quindi l'organo dell'udito con il passaggio da vibrazione ad impulso nervoso.

### Generazione delle vibrazioni
La ricezione delle onde sonore parte dalle vibrazioni del timpano dopo il passaggio nel condotto uditivo esterno. Tali vibrazioni si ripercuotono sulla catena degli ossicini che, agendo come una leva, aumenta di 1,2 volte l'energia per unità di area, energia che aumenta ulteriormente di 17 volte grazie alle dimensioni più ridotte della finestra ovale rispetto al timpano. Questo permette di vincere l'inerzia della perilinfa contenuta nella coclea generando onde di pressione che si ripercuotono quasi contemporaneamente in tutte le parti della chiocciola. Si genera quindi uno spostamento di una piccola quantità di liquido che si ripercuote in una sollecitazione della membrana basilare.

### Cellule acustiche interne ed esterne
In base al tipo di innervazione si è capito che le cellule implicate nella ricezione di stimoli acustici sono le cellule acustiche interne in quanto riceventi fibre afferenti del nervo cocleare. Le cellule acustiche esterne, in base ad osservazioni su animali che presentavano difetti in tali strutture, non sembrano essere fondamentali per la trasduzione del suono, bensì per la sensibilità di essi e la discriminazione della frequenza.
In generale circa il 90% delle cellule del ganglio spirale si mettono in rapporto con le cellule acustiche interne e ciascuna cellula interna riceve afferenza da circa una decina di neuroni gangliari del I tipo (fenomeno detto di convergenza).

Nelle cellule acustiche esterne, invece, un neurone gangliare del II tipo ne innerva circa una decina (generando il fenomeno della divergenza).

### Captazione delle varie frequenze
La membrana basilare con la sua struttura crea una discriminazione piuttosto grezza delle frequenze (detta anche sintonizzazione passiva) che viene migliorata dalle cellule acustiche (tramite la sintonizzazione attiva).

#### Sintonizzazione passiva
All'interno della coclea la membrana basilare (su cui poggia l'Organo di Corti) presenta spessore, massa e rigidità diverse a man mano che si sale dalla base all'apice della chiocciola: queste differenza generano vibrazioni diverse e quindi capacità di captare diverse frequenze. Questa viene detta organizzazione tonotopica della coclea e si ripercuote anche in tutte le vie acustiche nervose dove specifiche regioni sono deputate alla coordinazione e ricezione di specifiche frequenze. Nell'uomo lo spettro delle frequenze in grado di eccitare l'apparato uditivo varia da 20 Hz a 20 kHz.
Ogni onda si propaga all'interno della coclea fino al punto di massima ampiezza (cioè dove viene meglio recepita): per quanto riguarda la conformazione della coclea umana le frequenze più alte sono meglio captate nella parte basale, a differenza di quelle basse che trovano il punto di massima ampiezza apicalmente.

#### Sintonizzazione attiva
La sintonizzazione attiva si basa sulle differenze di composizione molecolare delle membrane sensitive, sulla forma e sulla lunghezza delle stereociglia: ciglia più lunghe sono sensibili alle basse frequenze, mentre ciglia più corte alle alte. In questo sono implicate le cellule acustiche esterne che riescono ad operare cambiamenti di lunghezza in base a stimoli elettrici di frequenza di molte migliaia di cicli al secondo. Tale mobilità sembra dipendere dalle modificazioni conformazionali delle proteine di membrana. Tali cellule sembrano regolare inoltre la sensibilità delle cellule acustiche interne.

### Generazione dell'impulso nervoso
Gli spostamenti di fluido generano dei movimenti della membrana basilare che si ripercuono nell'organo del Corti in modo tale che l'organo e la sovrastante membrana tectoria deflettano le stereociglia delle cellule acustiche che portano a cambiamenti del potenziale di membrana, in maniera molto simile a quello che accade nelle cellule ciglia dell'apparato vestibolare.
Questi cambiamenti vengono percepiti dal cervello come un cambiamento di frequenza di scarica delle fibre afferenti del nervo vestibolare e tali informazioni vengono poi confrontate con segnali visivi o somatosensitivi che permettono di rilevare la posizione della testa.

#### Funzionamento microscopico
In pratica qualsiasi trasmissione nervosa dipende dal potenziale di membrana che viene modificato dalla composizione ionica presente a livello della membrana stessa. All'apice di ogni stereociglia sono presenti diversi canali ionici il cui grado di apertura può aumentare o diminuire in base al movimento delle stereociglia stesse: una deflessione verso la fila più alta provoca un aumento dell'apertura (depolarizzazione), mentre un movimento verso le file più basse ne provoca una riduzione (iperpolarizzazione).